# Liste von Abkürzungen im Bibliothekswesen
Die Liste von Abkürzungen im Bibliothekswesen enthält im Bibliothekswesen gebräuchliche Abkürzungen. Die vom RISM vergebenen Bibliothekssigel sind nicht Teil der Liste, man findet sie in der Liste der RISM-Bibliothekssigel.
| Abkürzung     | Ausgeschrieben                                                                  | Kurzbeschreibung  |
| ------------- | ------------------------------------------------------------------------------- | ----------------- |
| AACR          | Anglo-American Cataloguing Rules                                                | Regelwerk         |
| AfS           | Arbeitsstelle für Standardisierung                                              |                   |
| AKThB         | Arbeitsgemeinschaft Katholisch-Theologischer Bibliotheken                       | Organisation      |
| ALA           | American Library Association                                                    | Organisation      |
| ALEPH         | Automated Library Expandable Program Hebrew University of Jerusalem             | Software          |
| ANNO          | Austrian Newspapers Online                                                      |                   |
| BA            | Berliner Anweisungen                                                            | Regelwerk         |
| BIB           | Berufsverband Information Bibliothek                                            | Organisation      |
| BIBFRAME      | Bibliographic Framework Transition Initiative                                   | Format            |
| BIBOS         | Bibliotheksorganisationssystem                                                  | Software          |
| BID           | Bibliothek & Information Deutschland                                            | Organisation      |
| BID           | Bibliotheks-, Informations- und Dokumentationswissenschaft                      |                   |
| BIS-C         |                                                                                 | Software          |
| BK            | Basisklassifikation                                                             | Klassifikation    |
| BL            | British Library                                                                 | Bibliothek        |
| BuB           | Bücherei und Bildung                                                            | Zeitschrift       |
| BVB           | Bibliotheksverbund Bayern                                                       | Organisation      |
| BVÖ           | Büchereiverband Österreichs                                                     | Organisation      |
| CILIP         | Chartered Institute of Library and Information Professionals                    | Organisation      |
| CLA           | Canadian Library Association                                                    | Organisation      |
| DBI           | Deutsches Bibliotheksinstitut                                                   | Organisation      |
| dbv           | Deutscher Bibliotheksverband                                                    | Organisation      |
| DCMES         | Dublin Core Metadata Element Set                                                |                   |
| DCMI          | Dublin Core Metadata Initiative                                                 |                   |
| DDC           | Dewey-Dezimalklassifikation                                                     | Klassifikation    |
| DMA           | Deutsches Musikarchiv                                                           |                   |
| DMA-EST-Datei | Einheitssachtitel-Datei des Deutschen Musikarchivs                              | Normdatei         |
| DNB           | Deutsche Nationalbibliothek                                                     | Bibliothek        |
| DRM           | Digital Rights Management                                                       |                   |
| EBLIDA        | European Bureau of Library, Information and Documentation Associations          | Organisation      |
| ekz           | ekz.bibliotheksservice                                                          | Lieferant         |
| ERM           | Electronic Ressource Management                                                 |                   |
| FaMI          | Fachangestellter für Medien- und Informationsdienste                            | Ausbildungsberuf  |
| FRAD          | Functional Requirements for Authority Data                                      |                   |
| FRBR          | Functional Requirements for Bibliographic Records                               |                   |
| FRSAD         | Functional Requirements for Subject Authority Data                              |                   |
| GASCO         | German, Austrian and Swiss Consortia Organisation                               | Organisation      |
| GBV           | Gemeinsamer Bibliotheksverbund                                                  | Organisation      |
| GKD           | Gemeinsame Körperschaftsdatei                                                   | Normdatei         |
| GND           | Gemeinsame Normdatei                                                            | Normdatei         |
| GVK           | Gemeinsamer Verbundkatalog                                                      |                   |
| hbz           | Hochschulbibliothekszentrum des Landes Nordrhein-Westfalen                      | Organisation      |
| HeBIS         | Hessisches BibliotheksInformationsSystem                                        | Organisation      |
| HOBSY         | Hannoversches Online-Bibliothekssystem                                          |                   |
| ICP           | International Cataloguing Principles                                            |                   |
| IPAC          | Imagekatalog                                                                    | Katalogart        |
| JSC           | Joint Steering Committee                                                        |                   |
| IDS           | Informationsverbund Deutschschweiz                                              | Organisation      |
| IFLA          | International Federation of Library Associations and Institutions               | Organisation      |
| ISBD          | International Standard Bibliographic Description                                |                   |
| ISIL          | International Standard Identifier for Libraries and Related Organizations       |                   |
| KF            | Kleiner Fuchs                                                                   | Regelwerk         |
| KOBV          | Kooperativer Bibliotheksverbund Berlin-Brandenburg                              | Organisation      |
| KVK           | Karlsruher Virtueller Katalog                                                   |                   |
| LB            | Landesbibliothek                                                                | Bibliothekstyp    |
| LCC           | Library of Congress Classification                                              | Klassifikation    |
| LCNAF         | Library of Congress Name Authority File                                         | Normdatei         |
| LIBRIS        | LIBRary Information System                                                      | Organisation      |
| LoC           | Library of Congress                                                             | Bibliothek        |
| M.A. LIS      | Master of Arts Library and Information Science                                  | akademischer Grad |
| MALIS         | Master of Arts Library and Information Science                                  | akademischer Grad |
| MAB           | Maschinelles Austauschformat für Bibliotheken                                   | Format            |
| MARC          | Machine-Readable Cataloging                                                     | Format            |
| MBA           | Maschinelles Austauschformat für Bibliotheken                                   | Format            |
| MK            | Münchner Katalogordnung                                                         | Regelwerk         |
| NBM           | Nichtbuchmaterialien                                                            |                   |
| NDMSO         | Network Development and MARC Standards Office                                   |                   |
| OBV           | Österreichischer Bibliothekenverbund                                            | Organisation      |
| OCLC          | Online Computer Library Center                                                  |                   |
| ÖNB           | Österreichische Nationalbibliothek                                              | Bibliothek        |
| OPAC          | Online Public Access Catalogue                                                  | Katalogart        |
| PND           | Personennamendatei                                                              | Normdatei         |
| PI            | Preußische Instruktionen                                                        | Regelwerk         |
| PICA          | Project of integrated catalogue automation                                      | Software          |
| RAK           | Regeln für die alphabetische Katalogisierung                                    | Regelwerk         |
| RAK-Musik     | Regeln für die alphabetische Katalogisierung von Ausgaben musikalischer Werke   | Regelwerk         |
| RAK-NBM       | Regeln für die alphabetische Katalogisierung von Nichtbuchmaterialien           | Regelwerk         |
| RAK-ÖB        | Regeln für die alphabetische Katalogisierung in öffentlichen Bibliotheken       | Regelwerk         |
| RAK-WB        | Regeln für die alphabetische Katalogisierung in wissenschaftlichen Bibliotheken | Regelwerk         |
| RDA           | Resource Description and Access                                                 | Regelwerk         |
| RERO          | Westschweizer Bibliotheksverbund                                                | Organisation      |
| RFK           | Regeln für die Formalkatalogisierung                                            | Regelwerk         |
| RNA           | Regeln zur Erschließung von Nachlässen und Autographen                          | Regelwerk         |
| RSWK          | Regeln für den Schlagwortkatalog                                                | Regelwerk         |
| RVK           | Regensburger Verbundklassifikation                                              | Klassifikation    |
| SBN           | Servizio Bibliotecario Nazionale                                                | Organisation      |
| Sbt           | Sistema bibliotecario ticinese                                                  | Organisation      |
| SGBN          | St. Galler Bibliotheksnetz                                                      | Organisation      |
| SWB           | Südwestdeutscher Bibliotheksverbund                                             | Organisation      |
| SWD           | Schlagwortnormdatei                                                             | Normdatei         |
| UB            | Universitätsbibliothek                                                          | Bibliothekstyp    |
| UDK           | Universelle Dezimalklassifikation                                               | Klassifikation    |
| VDB           | Verein Deutscher Bibliothekarinnen und Bibliothekare                            | Organisation      |
| VDL           | Virtuelle Deutsche Landesbibliographie                                          | Datenbank         |
| VIAF          | Virtual International Authority File                                            | Normdatei         |
| VÖB           | Vereinigung Österreichischer Bibliothekarinnen und Bibliothekare                | Organisation      |
| VÖBB          | Verbund Öffentlicher Bibliotheken Berlins                                       | Organisation      |
| WorldCat      | World Catalogue                                                                 | Katalog           |
| ZDB           | Zeitschriftendatenbank                                                          | Datenbank         |